# Glypta tama
Glypta tama är en stekelart som beskrevs av Kuslitzky 1976. Glypta tama ingår i släktet Glypta och familjen brokparasitsteklar. Inga underarter finns listade i Catalogue of Life.